# Hors du temps
Hors du temps is een Franse komische dramafilm uit 2024, geregisseerd en geschreven door Olivier Assayas.

## Verhaal
In april 2020 brengen filmregisseur Etienne en zijn broer Paul, een muziekjournalist, ten gevolge van de coronapandemie de lockdown door in het ouderlijk huis, samen met hun nieuwe partners Morgane en Carole. Elke kamer en elk voorwerp herinnert hen aan hun kindertijd en hun afwezige ouders. Een gevoel van onwerkelijkheid en een verontrustende vreemdheid sluipt in hun dagelijks leven binnen terwijl de wereld om hen heen steeds verontrustender wordt.

## Rolverdeling
| Acteur            | Personage        |
| ----------------- | ---------------- |
| Vincent Macaigne  | Paul             |
| Micha Lescot      | Etienne          |
| Nine D'Urso       | Morgane          |
| Nora Hamzawi      | Carole           |
| Maud Wyler        | Flavia           |
| Dominique Reymond | Psychoanalyticus |
| Magdalena Lafont  | Britt            |

## Release
Hors du temps ging op 17 februari 2024 in première op het Internationaal filmfestival van Berlijn in de competitie voor de Gouden Beer.

## Prijzen en nominaties
De belangrijkste:
| Jaar | Prijs                                   | Categorie   | Genomineerde(n) | Uitslag     |
| ---- | --------------------------------------- | ----------- | --------------- | ----------- |
| 2024 | Internationaal filmfestival van Berlijn | Gouden Beer | Olivier Assayas | Genomineerd |